# Superliga 2012-2013 (Slovacchia)
La Superliga 2012-2013 (chiamata anche Corgoň Liga per motivi di sponsorizzazione) è la tredicesima edizione del campionato di calcio slovacco. La stagione è iniziata il 14 luglio 2012. Lo Žilina è la squadra detentrice del titolo. Lo Slovan Bratislava ha vinto il campionato per la settima volta nella sua storia.

## Avvenimenti
Il DAC Dunajská Streda è stato retrocesso dopo essersi classificato all'ultimo posto nella stagione 2011-2012. Al suo posto è stato promosso lo Spartak Myjava, vincitore della seconda divisione.

## Formato
Le 12 squadre si affrontano in gironi di andata-ritorno-andata, per un totale di 33 giornate.

La squadra campione di Slovacchia si qualificherà per il secondo turno di qualificazione della UEFA Champions League 2013-2014.

La seconda e la terza classificata si qualificheranno per il secondo turno della UEFA Europa League 2013-2014.

L'ultima classificata retrocederà direttamente in 1. Slovenská Futbalová Liga.

## Squadre partecipanti
| Club              | Città           | Stadio                     | Posizione 2011-2012                     |
| ----------------- | --------------- | -------------------------- | --------------------------------------- |
| AS Trenčín        | Trenčín         | Štadión na Sihoti          | 5º posto                                |
| Dukla B.B.        | Banská Bystrica | Stadio SNP                 | 9º posto                                |
| VSS Košice        | Košice          | Stadio Lokomotíva          | 11º posto                               |
| Nitra             | Nitra           | Štadión pod Zoborom        | 8º posto                                |
| Ružomberok        | Ružomberok      | Štadión MFK Ružomberok     | 6º posto                                |
| Senica            | Senica          | Štadión FK Senica          | 4º posto                                |
| Slovan Bratislava | Bratislava      | Stadio Pasienky            | 3º posto                                |
| Spartak Myjava    | Myjava          | Futbalový Štadión Myjava   | 1º posto in 1. Slovenská Futbalová Liga |
| Spartak Trnava    | Trnava          | Stadio Antona Malatinského | 2º posto                                |
| Tatran Prešov     | Prešov          | Stadio Tatran              | 10º posto                               |
| ViOn Z.M.         | Zlaté Moravce   | Štadión FC ViOn            | 7º posto                                |
| Žilina            | Žilina          | Štadión pod Dubňom         | Campione di Slovacchia                  |

### Allenatori
| Squadra    | Allenatore        | In carica da     |
| ---------- | ----------------- | ---------------- |
| AS Trenčín | Adrián Guľa       | 14 novembre 2009 |
| Dukla B.B. | Norbert Hrnčár    | 6 giugno 2012    |
| VSS Košice | Ján Kozák         | 30 aprile 2012   |
| Nitra      | Ladislav Jurkemik | 20 dicembre 2011 |
| Ružomberok | Ladislav Šimčo    | 4 giugno 2012    |
| Senica     | Zdeněk Psotka     | 4 maggio 2012    |

| Squadra           | Allenatore      | In carica da   |
| ----------------- | --------------- | -------------- |
| Slovan Bratislava | Vladimír Weiss  | 5 agosto 2011  |
| Spartak Myjava    | Ladislav Hudec  | 1º luglio 2010 |
| Spartak Trnava    | Pavel Hoftych   | 1º luglio 2011 |
| Tatran Prešov     | Angel Červenkov | 8 luglio 2012  |
| ViOn Z.M.         | Juraj Jarábek   | 5 ottobre 2009 |
| Žilina            | Frans Adelaar   | 16 aprile 2012 |

### Allenatori esonerati, dimessi e subentrati
| Squadra           | Allenatore/i uscente/i | Motivo                    | Vacante dal    | Posizione    | Nuovo allenatore | Data incarico |
| ----------------- | ---------------------- | ------------------------- | -------------- | ------------ | ---------------- | ------------- |
| Senica            | Stanislav Griga        | Rescissione del contratto | 26 aprile 2012 | Pre-stagione | Zdeněk Psotka    | 4 maggio 2012 |
| Ružomberok        | Aleš Křeček            | Fine del contratto        | 15 maggio 2012 | Pre-stagione | Ladislav Šimčo   | 4 giugno 2012 |
| Dukla B.B.        | Štefan Zaťko           | Esonero                   | 23 maggio 2012 | Pre-stagione | Norbert Hrnčár   | 6 giugno 2012 |
| Tatran Prešov     | Serhij Kovalec'        | Fine del contratto        | 30 giugno 2012 | Pre-stagione | Angel Červenkov  | 8 luglio 2012 |
| Slovan Bratislava | Vladimír Weiss         | Rescissione del contratto | 29 luglio 2012 | 5º posto     |                  |               |

## Classifica
|                       | Pos. | Squadra           | Pt | G  | V  | N  | P  | GF | GS | DR  |
| --------------------- | ---- | ----------------- | -- | -- | -- | -- | -- | -- | -- | --- |
| Slovacchia (bandiera) | 1.   | Slovan Bratislava | 59 | 33 | 16 | 11 | 6  | 56 | 33 | +23 |
|                       | 2.   | Senica            | 55 | 33 | 16 | 7  | 10 | 40 | 34 | +6  |
|                       | 3.   | AS Trenčín        | 53 | 33 | 14 | 11 | 8  | 52 | 34 | +18 |
|                       | 4.   | Spartak Myjava    | 48 | 33 | 13 | 9  | 11 | 43 | 37 | +6  |
|                       | 5.   | VSS Košice        | 47 | 33 | 12 | 11 | 10 | 38 | 33 | +5  |
|                       | 6.   | Ružomberok        | 45 | 33 | 12 | 9  | 12 | 36 | 46 | −10 |
|                       | 7.   | Žilina            | 42 | 33 | 9  | 15 | 9  | 37 | 28 | +9  |
|                       | 8.   | ViOn Z.M.         | 41 | 33 | 11 | 8  | 14 | 42 | 43 | −1  |
|                       | 9.   | Dukla B.B.        | 38 | 33 | 9  | 11 | 13 | 28 | 32 | -4  |
|                       | 10.  | Nitra             | 36 | 33 | 11 | 6  | 16 | 39 | 54 | −15 |
|                       | 11.  | Spartak Trnava    | 35 | 33 | 8  | 11 | 14 | 34 | 51 | −17 |
|                       | 12.  | Tatran Prešov     | 33 | 33 | 8  | 9  | 16 | 21 | 41 | −20 |

Legenda:

      Campione di Slovacchia e ammessa alla UEFA Champions League 2013-2014

      Ammesse alla UEFA Europa League 2013-2014

      Retrocesse in 2. Slovenská Futbalová Liga 2013-2014

### Verdetti
- Campione di Slovacchia:  Slovan Bratislava
- In UEFA Champions League 2013-2014:  Slovan Bratislava
- In UEFA Europa League 2013-2014:  Senica,  AS Trenčín,  Žilina[7]
- Retrocessa in 1. Slovenská Futbalová Liga:  Tatran Prešov

## Statistiche e record

### Classifica marcatori
| Gol |  |  | Giocatore         | Squadra           |
| --- |  |  | ----------------- | ----------------- |
| 16  |  |  | David Depetris    | AS Trenčín        |
| 13  |  |  | Tomáš Ďubek       | Ružomberok        |
| 13  |  |  | Andrej Hodek      | ViOn Z.M.         |
| 13  |  |  | Dávid Škutka      | VSS Košice        |
| 11  |  |  | Róbert Pich       | Žilina            |
| 10  |  |  | Rolando Blackburn | Senica            |
| 10  |  |  | Cléber            | Nitra             |
| 10  |  |  | Lester Peltier    | Slovan Bratislava |
| 10  |  |  | Peter Sládek      | Spartak Myjava    |
| 8   |  |  | Juraj Halenár     | Slovan Bratislava |
| 8   |  |  | Filip Hlohovský   | Slovan Bratislava |

### Capoliste solitarie
- 2ª giornata:  Dukla B.B.
- 3ª giornata:  Ružomberok
- Dalla 4ª giornata alla 5ª giornata:  Žilina
- Dalla 6ª giornata alla 33ª giornata:  Slovan Bratislava

### Record
- Maggior numero di vittorie:  Slovan Bratislava e  Senica (16)
- Minor numero di sconfitte:  Slovan Bratislava (6)
- Migliore attacco:  Slovan Bratislava (56 gol fatti)
- Miglior difesa:  Žilina (28 gol subiti)
- Miglior differenza reti:  Slovan Bratislava (+33)
- Maggior numero di pareggi:  Žilina (15)
- Minor numero di pareggi:  Nitra (6)
- Minor numero di vittorie:  Spartak Trnava e  Tatran Prešov (8)
- Maggior numero di sconfitte:  Nitra e  Tatran Prešov (16)
- Peggiore attacco:  Tatran Prešov (21 gol fatti)
- Peggior difesa:  Nitra (54 gol subiti)
- Peggior differenza reti:  Tatran Prešov (-20)

## Matrice risultati
|                    | AST | Duk | Koš | Nit | Ruž | Sen | Slo | SpM | SpT | Tat | ViO | Žil |
| ------------------ | --- | --- | --- | --- | --- | --- | --- | --- | --- | --- | --- | --- |
| AS Trenčín         | ––– | 1-1 | 0-0 | 5-0 | 0-0 | 1-1 | 2-2 | 3-2 | 6-0 | 2-1 | 1-0 | 0-2 |
| Dukla B.B.         | 2-0 | ––– | 1-2 | 2-0 | 0-0 | 1-2 | 1-1 | 1-1 | 2-2 | 0-0 | 0-0 | 2-2 |
| Košice             | 3-0 | 1-0 | ––– | 4-0 | 3-0 | 2-2 | 1-0 | 1-0 | 1-0 | 1-1 | 2-1 | 1-1 |
| Nitra              | 1-2 | 1-1 | 4-1 | ––– | 1-1 | 0-1 | 1-1 | 0-2 | 1-3 | 4-1 | 1-1 | 2-0 |
| Ružomberok         | 1-2 | 1-0 | 3-1 | 2-1 | ––– | 0-2 | 2-2 | 0-4 | 2-2 | 2-0 | 3-1 | 1-0 |
| Senica             | 1-1 | 2-3 | 2-1 | 1-1 | 2-0 | ––– | 0-1 | 0-1 | 3-0 | 2-0 | 3-0 | 0-0 |
| Slovan Bratislava  | 3-1 | 2-1 | 3-1 | 5-2 | 2-1 | 1-0 | ––– | 2-1 | 0-1 | 2-1 | 3-0 | 1-1 |
| Spartak Myjava     | 1-2 | 0-1 | 3-1 | 0-2 | 2-1 | 1-2 | 1-2 | ––– | 2-2 | 2-0 | 2-2 | 1-1 |
| Spartak Trnava     | 0-3 | 1-0 | 0-0 | 1-0 | 0-1 | 1-1 | 0-1 | 1-1 | ––– | 2-0 | 0-5 | 1-2 |
| Tatran Prešov      | 1-2 | 1-0 | 0-0 | 1-0 | 2-0 | 2-0 | 0-0 | 2-1 | 2-1 | ––– | 1-1 | 0-1 |
| ViOn Zlaté Moravce | 4-1 | 2-0 | 1-0 | 0-2 | 0-0 | 2-0 | 3-1 | 3-1 | 1-1 | 2-0 | ––– | 1-0 |
| Žilina             | 0-0 | 2-1 | 2-1 | 1-1 | 0-0 | 2-0 | 0-0 | 4-1 | 1-1 | 3-0 | 4-1 | ––– |